# Hermes DVS in het seizoen 1967/68
Het seizoen 1967/1968 was het 14e jaar in het bestaan van de Schiedamse betaaldvoetbalclub Hermes DVS. De club kwam uit in de Tweede divisie en eindigde daarin op de 10e plaats. Tevens deed de club mee aan het toernooi om de KNVB beker, hierin werd de club in de groepsfase uitgeschakeld.

## Wedstrijdstatistieken

### Tweede divisie
|       | AGOVV | Baronie | SC Drente | EDO   | Excelsior | Fortuna | Gooiland | De Graafschap | Heerenveen | Helmond Sport | Hilversum | Limburgia | NOAD  | PEC   | Roda JC | Veendam | Wageningen | ZFC   | Zwolsche Boys |
| ----- | ----- | ------- | --------- | ----- | --------- | ------- | -------- | ------------- | ---------- | ------------- | --------- | --------- | ----- | ----- | ------- | ------- | ---------- | ----- | ------------- |
| Thuis | 2 – 0 | 1 – 1   | 2 – 0     | 3 – 3 | 2 – 1     | 2 – 1   | 1 – 1    | 1 – 1         | 4 – 3      | 1 – 1         | 5 – 1     | 0 – 0     | 2 – 2 | 1 – 0 | 2 – 4   | 0 – 1   | 0 – 1      | 1 – 0 | 2 – 0         |
| Uit   | 2 – 0 | 1 – 1   | 1 – 2     | 1 – 0 | 1 – 1     | 2 – 1   | 1 – 1    | 3 – 1         | 0 – 0      | 0 – 0         | 1 – 2     | 1 – 1     | 1 – 4 | 5 – 3 | 2 – 1   | 4 – 2   | 3 – 0      | 1 – 1 | 0 – 0         |

### KNVB beker
| Groepsfase                                         | FC Den Bosch '67                                        | 4 – 0 (2 – 0) | Hermes DVS                                                     |
| 7 februari 1968 Plaats: 's-Hertogenbosch De Vliert | Wim Wolbers 25', 70' Henk van Rooij 43' Eef Mulders 82' |               |                                                                |
| Groepsfase                                         | Hermes DVS                                              | 0 – 4 (0 – 1) | SVV                                                            |
| 25 februari 1968 Plaats: Schiedam Harga            |                                                         |               | 40' Harrie van Gent 60', 85' Ton Vorstenbos 80' Kees van Schie |
| Groepsfase                                         | Sparta                                                  | 3 – 1 (2 – 0) | Hermes DVS                                                     |
| 24 maart 1968 Plaats: Rotterdam Het Kasteel        | Miel Pijs 28' Ole Madsen 45' Henk Bosveld 60' (pen.)    |               | 61' Ger Bakkes                                                 |

## Statistieken Hermes DVS 1967/1968

### Eindstand Hermes DVS in de Nederlandse Tweede divisie 1967 / 1968
| Stand | Gespeeld | Gewonnen | Gelijk | Verloren | Punten | Doelpunten voor | Doelpunten tegen |
| ----- | -------- | -------- | ------ | -------- | ------ | --------------- | ---------------- |
| 10e   | 38       | 12       | 15     | 11       | 39     | 53              | 51               |

### Topscorers
| #              | Naam                    | Goal |
| -------------- | ----------------------- | ---- |
| 1.             | Cees van Kooten         | 23   |
| 2.             | Wim Klein               | 8    |
| 3.             | Jaap van de Griend      | 7    |
| 4.             | Ger Bakkes              | 5    |
| 5.             | Gerard Flaes            | 3    |
| 6.             | John Heikamp            | 2    |
| 6.             | Jan Rijke               | 2    |
| 8.             | Coen Groenewegen        | 1    |
| 8.             | Theo de Raaij           | 1    |
| Eigen doelpunt |                         |      |
| –              | Ido Bunnig (Heerenveen) | 1    |
| Totaal         | Totaal                  | 53   |

| #      | Naam       | Goal |
| ------ | ---------- | ---- |
| 1.     | Ger Bakkes | 1    |
| Totaal | Totaal     | 1    |

## Voetnoten
AGOVV · Baronie · SC Drente · EDO · Excelsior · Fortuna · Gooiland · De Graafschap · Heerenveen · Helmond Sport · Hermes DVS · Hilversum · Limburgia · NOAD · PEC · Roda JC · Veendam · Wageningen · ZFC · Zwolsche Boys